# Brunki
Brunki [ˈbruŋkʲi] là một ngôi làng thuộc khu hành chính của Gmina Barlinek, thuộc quận Myślibórz, West Pomeranian Voivodeship, ở phía tây bắc Ba Lan. Nó nằm khoảng 5 kilômét (3 mi) về phía tây nam của Barlinek, 21 km (13 mi) phía đông Myślibórz và 65 km (40 mi) về phía đông nam của thủ đô khu vực Szczecin.